# Basankusu (territoire)
Pour les articles homonymes, voir Basankusu (homonymie).
Basankusu est un territoire de la province de l'Équateur en république démocratique du Congo. La localité de Basankusu est le chef-lieu du territoire.

## Subdivisions
Le territoire est constitué de la commune de Basankusu et de trois secteurs :
| Subdivision | Statut  | Notes                          |
| ----------- | ------- | ------------------------------ |
| Basankusu   | Commune | 7 conseillers municipaux       |
| Basankusu   | Secteur | 11 groupements de 96 villages  |
| Gombalo     | Secteur | 13 groupements de 117 villages |
| Waka-Bokeka | Secteur | 15 groupements de 110 villages |

## Démographie
| 1994    | 2004    |
| ------- | ------- |
| 153 810 | 339 424 |